# Wildemann

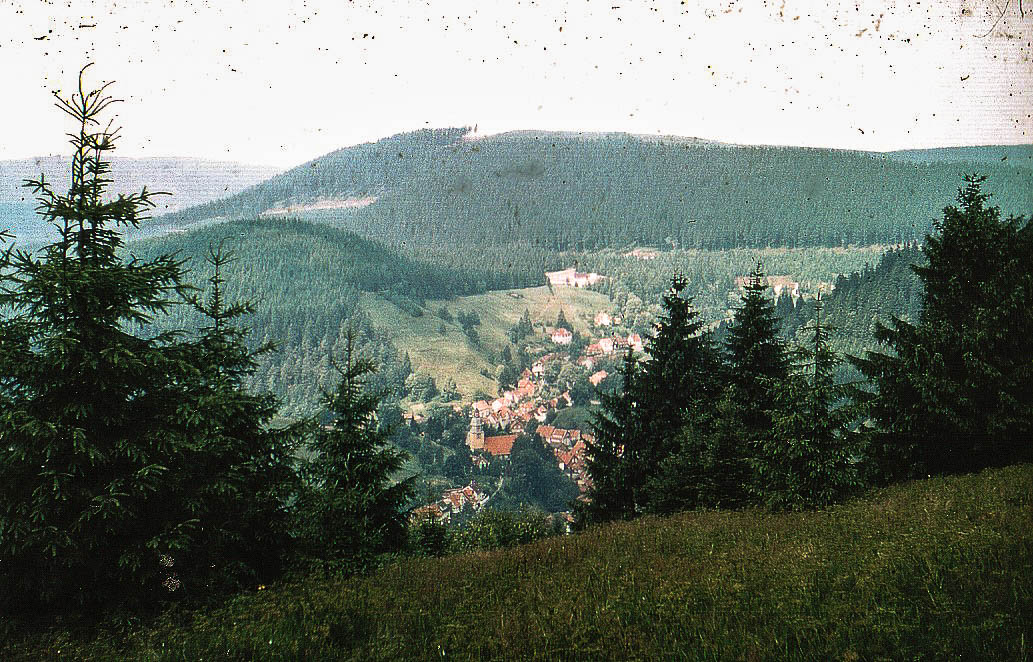
Wildemann (1970)

Die ehemals freie Bergstadt Wildemann ([ˈvɪldəˌman]ⓘ) ist seit dem 1. Januar 2015 eine Ortschaft der Berg- und Universitätsstadt Clausthal-Zellerfeld, Landkreis Goslar in Niedersachsen (Deutschland). Wildemann ist mit 800 Einwohnern die kleinste der sieben ehemals freien Bergstädte im Oberharz. Der Ort bezeichnet sich selbst als das Klein-Tirol. Von 1972 bis 2014 gehörte Wildemann der Samtgemeinde Oberharz an.

## Geographie
Wildemann liegt tief eingeschnitten im Innerstetal, das sich an dieser Stelle um den Gallenberg windet. Wegen der Enge des Tales ist die Ortschaft sehr langgezogen und die Hänge beidseitig bebaut. Nur im Ortszentrum, wo der Spiegeltalgraben, der kurz nach dem Ortseingang den Grumbach aufgenommen hat, in die Innerste einmündet, ist das Tal etwas breiter. Clausthal-Zellerfeld liegt etwa 10 Kilometer südöstlich und Lautenthal etwa 5 Kilometer nördlich. Im Westen wird Wildemann durch den Gallenberg (460 m), im Norden durch den Hüttenberg (516 m) und im Osten durch den 560 Meter hohen Badstubenberg, der schon Johann Wolfgang von Goethe wegen seiner vielfältigen Gesteinsformationen interessierte, begrenzt. Zu Wildemann gehört das Spiegelthaler Zechenhaus. Es liegt etwa 3 Kilometer nordöstlich des Ortes im Spiegelthal.

## Geschichte

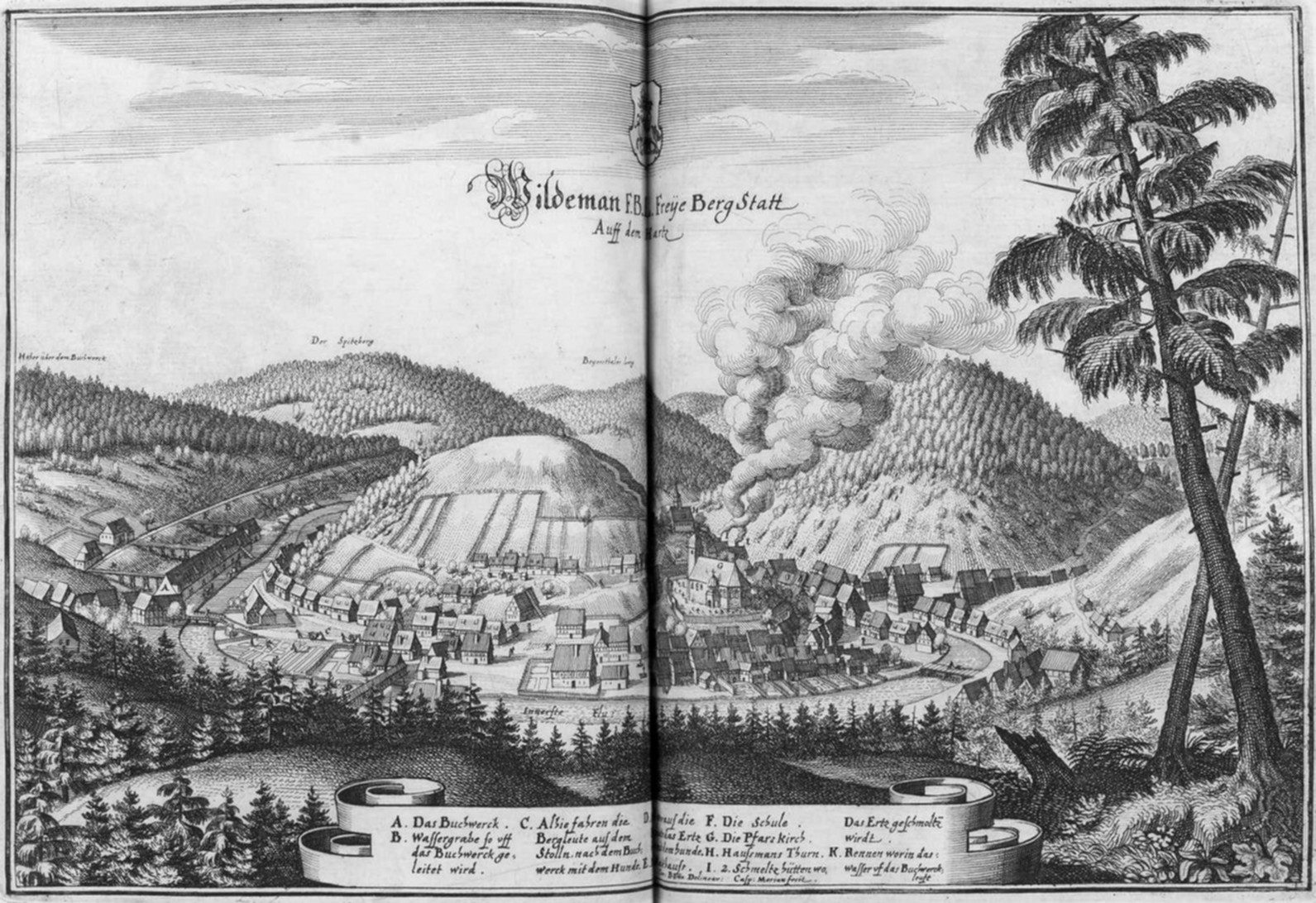
Wildemann um 1650

Erster Bergbau wurde in Wildemann im 11. und 12. Jahrhundert durch Mönche des Klosters Cella betrieben. Wildemann wurde im Jahre 1529 von Bergleuten aus dem Erzgebirge gegründet. Diese hatten den Auftrag, für die Welfenherzöge den Bergbau im Harz in größerem Stil wieder aufzunehmen.
Aus dem am Badstubenberg angelegten Bergwerk Wildemanns Fundgrube wurde 1533 erstmals aus dem gewonnenen Roherz Silber gewonnen, welches in der örtlichen Silberhütte von 1532 geschmolzen wurde. In den folgenden Jahren wurde der Bergbau intensiviert, man errichtete den in Richtung Zellerfeld streichenden Stuffenthaler Gangzug und hob dort mehrere Gruben aus. Ebenso erschloss man den nach Osten verlaufenden Spiegelthaler Zug. In diesem Schacht wurde 1833 erstmals die Harzer Fahrkunst eingesetzt, die das Einfahren der Bergleute wesentlich erleichterte. Im Jahre 1534 wurde Wildemann zur Stadt erhoben. 1542 bestand Wildemann aus 54 und 1571 aus 130 Wohnhäusern. Aufgrund der Abwesenheit des in Gefangenschaft lebenden Herzog Heinrich konnte die Stadt Goslar den Ort im Innerstetal 1545 brandschatzen, da eine Fehde zwischen Herzog Julius und dem Rat der Stadt Goslar bestand. Nachdem Herzog Heinrich 1547 aus der Haft entlassen wurde, belagerte er im Beisein der Wildemanner Bevölkerung 1552 die Stadt Goslar. 1553 erhielt Wildemann die Bergfreiheit. Eine erneute Brandschatzung des Ortes erfolgte im selben Jahr, herbeigeführt von einer 200 Mann starken Truppe des Grafen zu Mannsfeld. Im Jahr 1574 zählte Wildemann 995 Einwohner. Wie viele weitere Dörfer der Umgebung hatte auch Wildemann unter dem Dreißigjährigen Krieg zu leiden. Nachdem die Truppen Tillys die Bergstadt Lautenthal überfielen, erreichten 100 Mann von ihnen 1626 Wildemann, welches sie anschließend einnahmen und ausplünderten. Bei dem Stadtbrand in der Nacht vom 21. auf den 22. Juni 1739 wurden 65 Häuser und mehrere Straßenzüge zerstört und drei Bewohner starben. Ein weiteres Feuer zerstörte 1748 insgesamt 21 Wohnhäuser. Nach den Bränden zogen viele Einwohner zu den Arbeitsstätten nach Lautenthal und Zellerfeld. Die Einwohnerzahl sank somit zwischen den Jahren 1740 und 1786 von 1748 Einwohnern auf 975. Für 1753 werden 1528 Einwohner gezählt.
Im Jahr 1875 wurde der Ort mit der Innerstetalbahn vom Schienenverkehr erschlossen, nachdem ein 278 m langer Tunnel durch den Gallenberg angelegt worden war. Wildemann verfügte anfangs nicht über ein entsprechendes Empfangsgebäude: Es wurde nach dem Bau einer neuen Zufahrtsstraße – der heutigen Bahnhofstraße – erst 1879 fertiggestellt und 1904 erheblich erweitert. Diese Bahnstrecke wurde 1977 stillgelegt. Der Bergbau kam in der letzten Grube Ernst-August im Jahre 1924 zum Erliegen. Alte Gangzüge in den weiteren, von Wildemann erschlossenen Bergwerken, wurden bereits im 19. Jahrhundert aufgegeben.
Die Entwicklung zum Kurort wurde vor allem von dem Arzt und Bürgermeister Viktor Zachariae (1837–1900) gefördert. 1873 wurde Wildemann als Kneippkurort anerkannt. 1967 erfolgte die Ernennung zum Luftkurort. Wildemann besaß bis Ende 2010 den Status eines Kneipp- und Luftkurortes.  Das Ortsbild wird von einer stattlichen Anzahl Bergmannshäuser des 18. und 19. Jahrhunderts geprägt, welche harztypisch aus Fachwerk mit einer Holzverkleidung errichtet wurden.

### Eingemeindung
Am 1. Januar 2015 wurden die Samtgemeinde Oberharz sowie die ihr angehörenden Gemeinden Bergstadt Clausthal-Zellerfeld, Bergstadt Altenau, Bergstadt Wildemann und Schulenberg im Oberharz durch Landesgesetz aufgelöst und aus den bisher selbständigen Gemeinden die neue Berg- und Universitätsstadt Clausthal-Zellerfeld gebildet.

### Ortsname
Wildemann wurde im Jahre 1529 von Bergleuten aus dem Erzgebirge gegründet. Diese hatten den Auftrag, für die Welfenherzöge den Bergbau im Harz in größerem Stil wieder aufzunehmen. Der Sage nach sichteten sie beim Vordringen in das unwirtliche Innerstetal einen Wilden Mann, der mit einer Wilden Frau zusammenlebte. Seine Spuren befanden sich gerade dort, wo die größten Erzvorkommen lagerten. Versuche, ihn zu fangen, schlugen fehl. Auch reagierte er nicht auf Zurufe. Schließlich beschoss man ihn mit Pfeilen, was ihn so verletzte, dass er gefangen werden konnte. In Gefangenschaft sprach er nicht und ließ sich auch nicht zum Arbeiten bewegen, er schien sich nur für die Lagerstätten des Erzes zu interessieren. Als man beschloss, ihn dem Herzog vorzuführen, starb er an seinen Schussverletzungen. Am Ort, wo der Wilde Mann gefangen worden war, fand man große Silbervorkommen und dort wurde Wildemann gegründet.

### Einwohnerentwicklung
| Jahr | Einwohner | Quelle |
| ---- | --------- | ------ |
| 1574 | 0995      | [ 15 ] |
| 1740 | 1748      | [ 10 ] |
| 1753 | 1528      | [ 10 ] |
| 1786 | 0975      | [ 10 ] |
| 1795 | 0964      | [ 16 ] |
| 1820 | 0985      | [ 17 ] |
| 1830 | 1108      | [ 17 ] |
| 1848 | 1242      |        |
| 1861 | 1292      |        |
| 1871 | 1276      |        |
| 1885 | 1381      |        |
| 1905 | 1407      |        |
| 1910 | 1560      | [ 18 ] |
| 1917 | 1258      |        |
| 1925 | 1453      | [ 19 ] |

| Jahr | Einwohner | Quelle |
| ---- | --------- | ------ |
| 1933 | 1419      | [ 19 ] |
| 1939 | 1392      | [ 19 ] |
| 1946 | 2089      |        |
| 1950 | 2088      | [ 20 ] |
| 1956 | 1817      | [ 20 ] |
| 1961 | 1725      |        |
| 1968 | 01700 ¹   |        |
| 1970 | 01506 ¹   |        |
| 1973 | 1520      | [ 21 ] |
| 1975 | 01446 ¹   | [ 22 ] |

| Jahr | Einwohner | Quelle |
| ---- | --------- | ------ |
| 1980 | 1416 ¹    | [ 22 ] |
| 1985 | 1368 ¹    | [ 22 ] |
| 1990 | 1377 ¹    | [ 22 ] |
| 1995 | 1365 ¹    | [ 22 ] |
| 2000 | 1190 ¹    | [ 22 ] |
| 2005 | 1146 ¹    | [ 22 ] |
| 2010 | 1052 ¹    | [ 22 ] |
| 2011 | 0971      |        |
| 2013 | 0918      | [ 23 ] |
| 2014 | 00911 ¹   | [ 1 ]  |
| 2018 | 0786      | [ 24 ] |
| 2020 | 0861      | [ 25 ] |
| 2021 | 0825      |        |
| 2022 | 0855      |        |
| 2023 | 0860      | [ 2 ]  |

¹ jeweils zum 31. Dezember

Einwohnerentwicklung von 1821 bis 2018

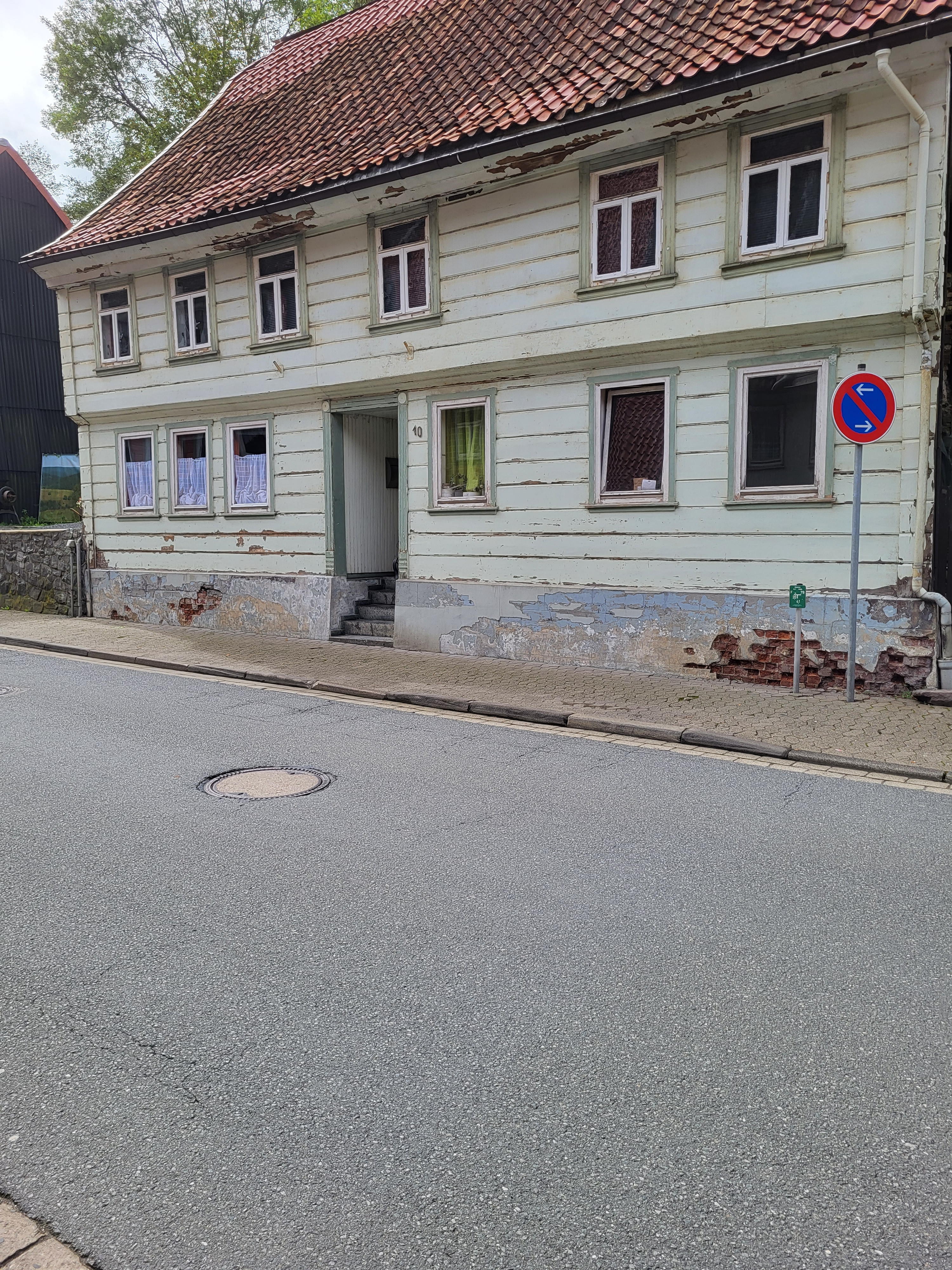
Leerstand als Folge des Einwohnerverlustes

Von den 860 Einwohnern sind 419 Männlich und 441 Weiblich

## Politik

### Ortsrat
Seit der Eingemeindung in die Berg- und Universitätsstadt Clausthal-Zellerfeld verfügt Wildemann über einen Ortsrat, der am 26. April 2015 erstmals gewählt wurde.
Bei der Kommunalwahl 2021 ergab sich folgende Sitzverteilung:
- SPD: 3 Sitze
- CDU: 2 Sitze

### Ortsbürgermeister
Ortsbürgermeister ist Arno Schmidt (SPD).

### Wappen
| Wappen von Wildemann | Blasonierung: „In Rot auf grünem Boden stehend ein nackter wilder Mann mit grünem Laubkranz, der einem springenden silbernen Ross die Linke auf den Rücken legt; mit der Rechten hält er eine aus dem Boden wachsende, bewurzelte grüne Tanne.“ |
| Wappen von Wildemann | Wappenbegründung: Klemens Stadler meint hierzu in seinem Buch: „1534 wurde der Grubenort zur freien Bergstadt erklärt. Nach der Jahreszahl in der Umschrift der späteren Stadtsiegel von 1627 und 1739 erhielt sie 1548 das Siegelrecht. Die Siegel zeigen das Niedersachsenross, das seit dem 14. Jahrhundert als Abzeichen vom Welfenhaus geführt wurde, vor ihm stehend den wilden Mann mit Baum. Das auch in anderen Bergbaugebieten häufige heraldische Bild redet hier für den Ortsnamen; es war auch ein allgemeines Symbol für den Harz, wie die Wildemannstaler der alten Oberharzer Münzstätten beweisen. Seit dem 19. Jahrhundert erscheint im Schrifttum der Mann hinter dem Ross.“ |

## Kultur und Sehenswürdigkeiten

### Bauwerke
- Der im 16. Jahrhundert angelegte, 8800 m lange 19-Lachter-Stollen gehört zu den ältesten zugänglichen Bergwerksanlagen des Oberharzer Bergbaus. Dieses Besucherbergwerk beherbergt neben der Strecke des Wasserlösungsstollens verschiedene Maschinen aus dem Anfang des 20. Jahrhunderts. Des Weiteren gibt es dort den Blick in den tiefen Ernst-August-Schacht.
- Die 1915 eingeweihte evangelische Maria-Magdalenen-Kirche ist eine authentische Rekonstruktion der 1914 abgebrannten Vorgängerkirche, die 1665 im Fachwerkstil erbaut worden war.
- Im Süden Wildemanns ist an der Bahnhofstraße noch das 1879 eingeweihte und 1904 erweiterte ehemalige Bahnhofsgebäude erhalten, das in 408 m erbaut wurde. Von hier aus erkennt man noch die Einfahrt in den 278 m langen Eisenbahntunnel durch den 460 m hohen Gallenberg.[29] Zwischen dem Gallenberg und dem früheren Bahnhofsgelände wurde die Hauptstraße Wildemanns, die Clausthaler Straße, durch ein Viadukt überbrückt, das nach der Stilllegung der Eisenbahnstrecke abgetragen wurde. Im ehemaligen Bahnhofsgebäude befindet sich heute die örtliche Feuerwehr.

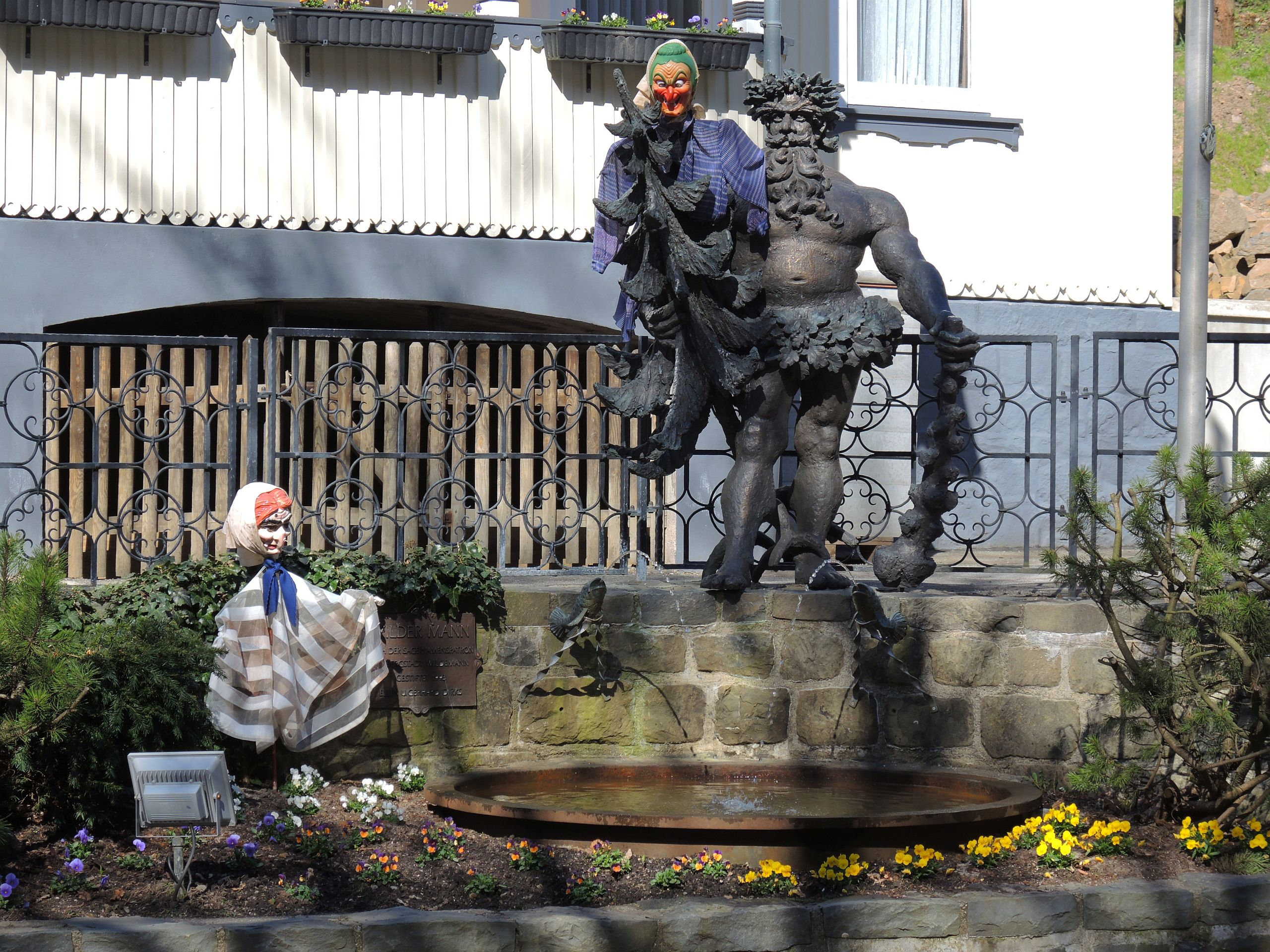
Bronzestatue des „Wilden Manns“ vor dem ehemaligen Rathaus
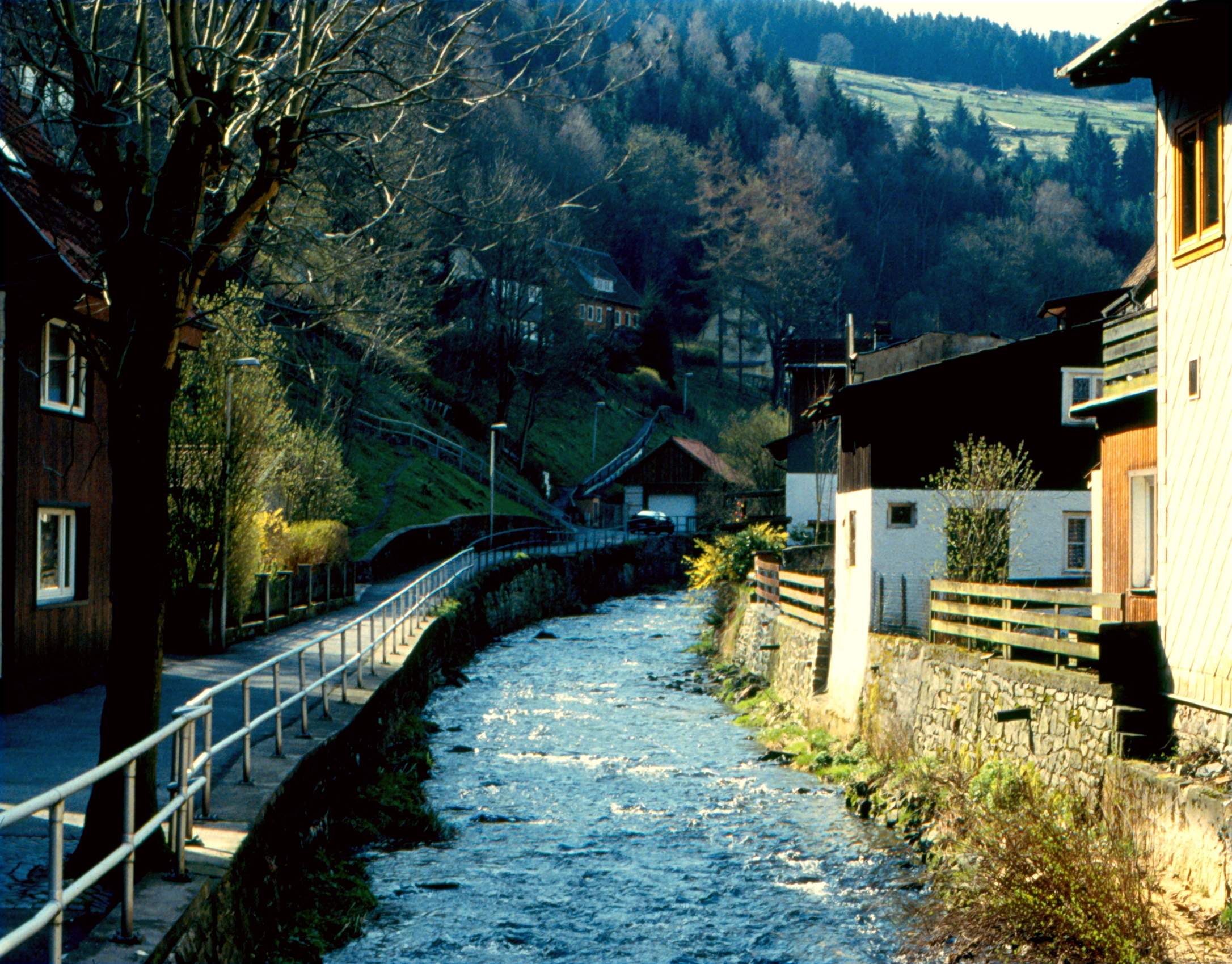
Die Innerste durchfließt offen Wildemann
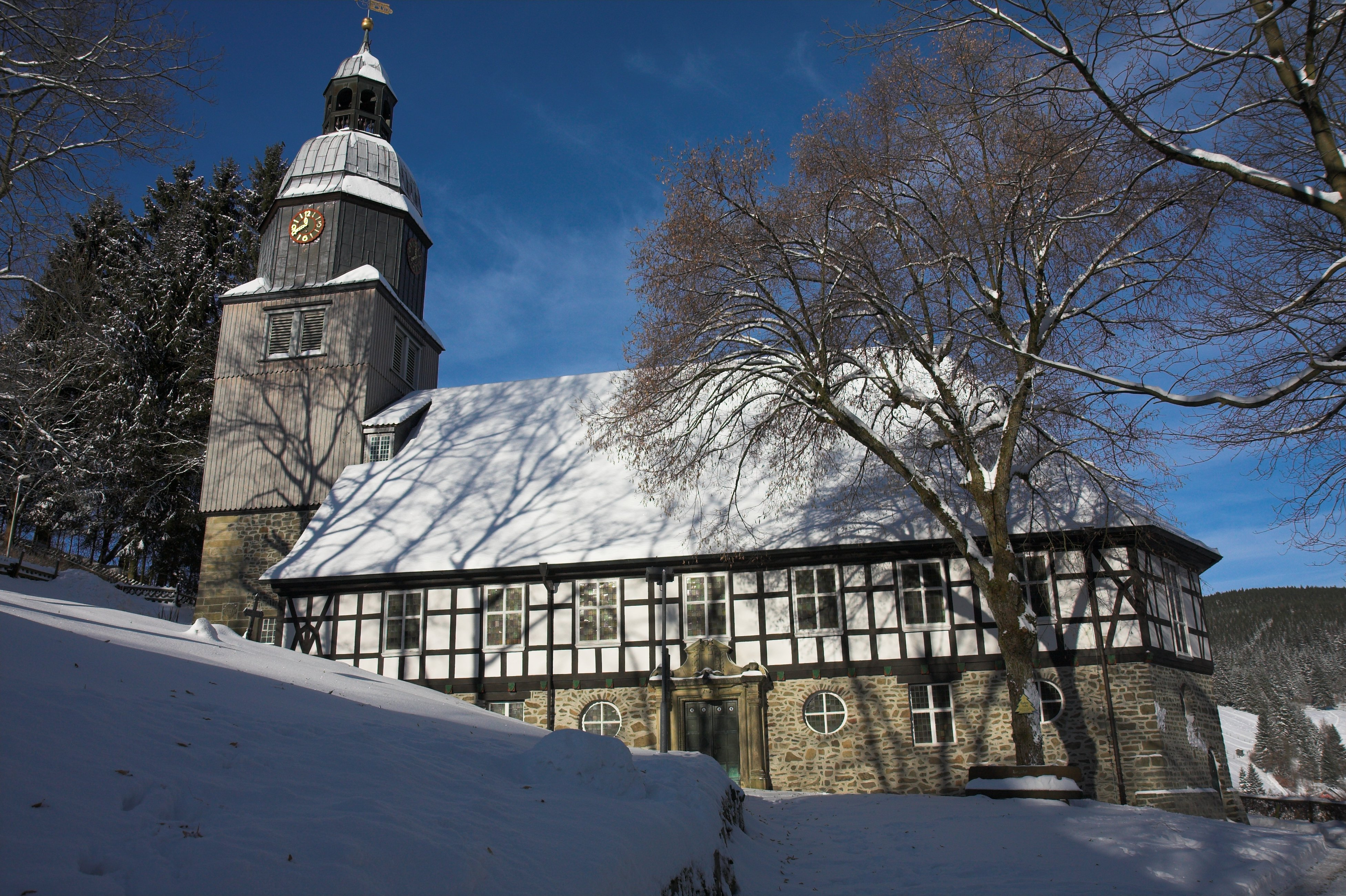
Die Maria-Magdalenen-Kirche
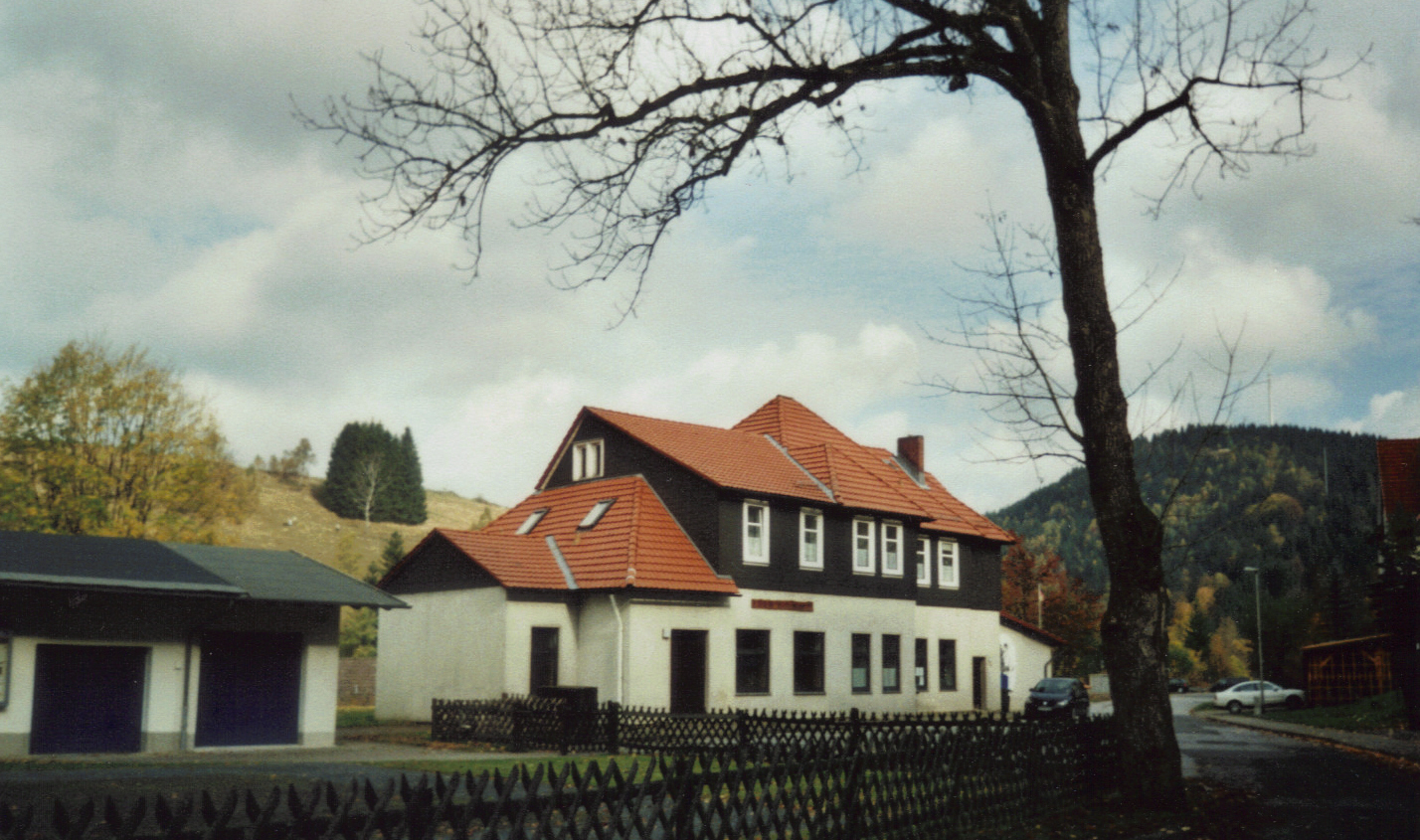
Ehemaliger Bahnhof
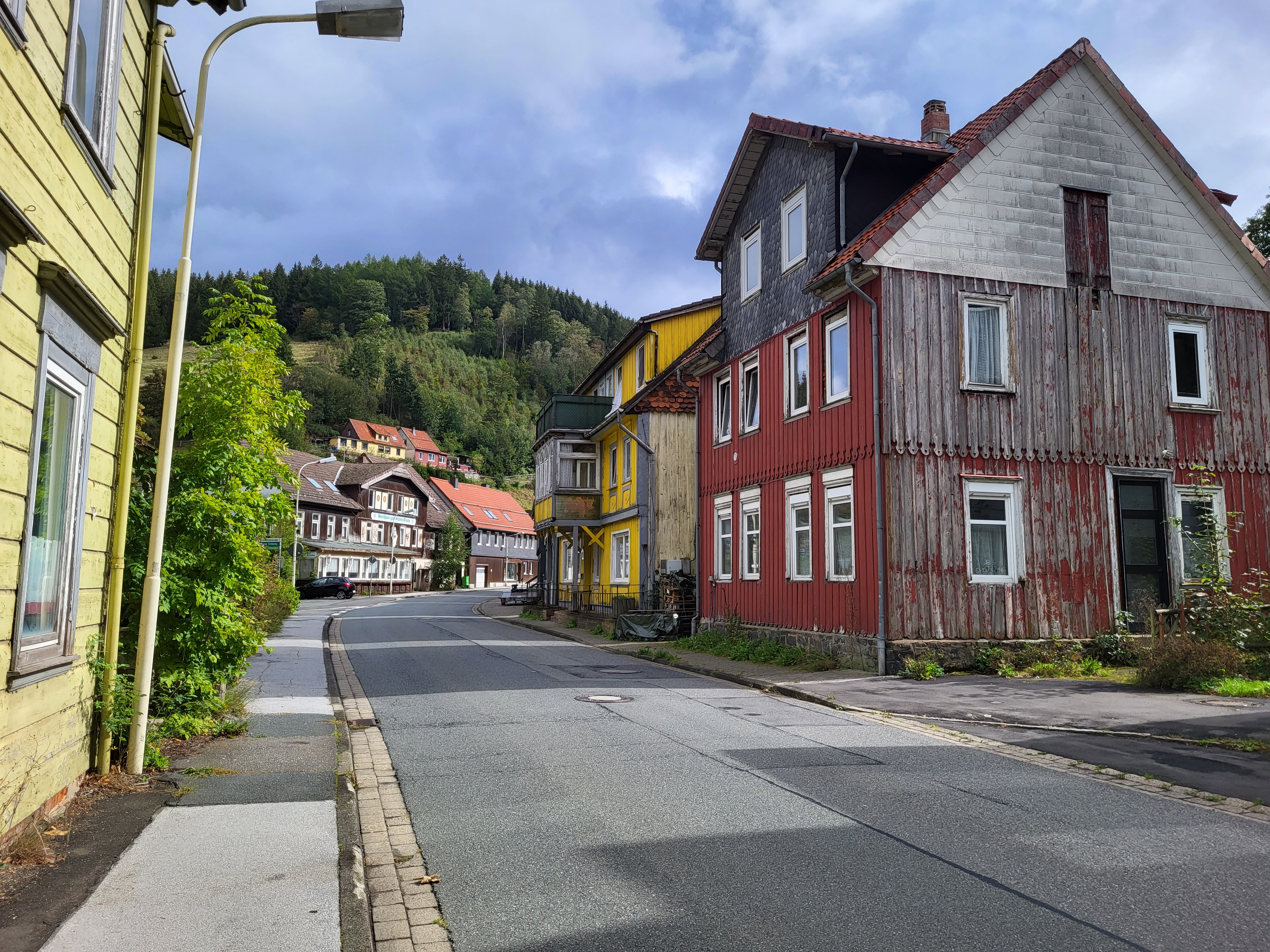
Bohlweg Wildemann

### Hof mit alten Nutztierrassen
Der am Ortsrand gelegene Bergbauernhof Klein Tirol hat sich der Zucht und Erhaltung traditioneller Nutztiere verschrieben. Auf dem Hof werden die Rassen Rotes Höhenvieh, Harzer Ziege und der Harzer Fuchs, eine Hunderasse, gezüchtet. Sie stehen auf der Roten Liste und der Hof gehört zu den von der Gesellschaft zur Erhaltung alter und gefährdeter Haustierrassen aufgeführten Arche-Höfen. Bekannt wurde der Hof durch den Landwirt Wolfgang Beuse (1947–2024), der sich als letzter Landwirt von Wildemann um die landwirtschaftliche Tradition des Ortes bemüht. Der Hof ist Besuchern zugänglich, besonders zu dem traditionellen Harzer Viehauftrieb (Pfingstsonntag) oder zum Hirtentreffen am Erntedankfest. Bauer Beuse steht mit seinem Hof auch im Mittelpunkt des 2009 von Roswitha Ziegler für Arte und das ZDF produzierten 92 Minuten langen Dokumentarfilms Wilde(r)mann.

### Grünflächen und Naherholung
Im Ort gibt es ein Freibad, einen Kurpark sowie eine Glowgolfanlage und Minigolf. Außerdem den „Hundewald“, ein ganzjährig zugängliches Freilaufareal für Hunde. Wildemann ist von einer Vielzahl an Wanderwegen umgeben. Vom Badstubenberg führt die Johanneser Straße vorbei an alten Bergbauanlagen nach Clausthal-Zellerfeld. Über den Hüttenberg verläuft ein langer Höhenwanderweg Richtung Lautenthal. Weitere Wanderwege führen nach Bockswiese und entlang des Spiegeltals nach Erbprinzentanne an der Bundesstraße 241. Die meisten dieser Wanderwege sind auch mit dem Mountainbike befahrbar und dienen im Winter als Loipen. Auch der Harzer Försterstieg verläuft über Wildemann.

### Vereine
- Unter den Sportvereinen ist die TSG (Turn- und Sportgemeinschaft) zu nennen, die ein vielfältiges Sportangebot bietet.
- Die Freiwillige Feuerwehr Wildemann ist als Stützpunktfeuerwehr mit 3 Fahrzeugen (Mannschaftstransportfahrzeug, Tanklöschfahrzeug und Löschgruppenfahrzeug) ausgestattet und für den innerörtlichen abwehrenden Brandschutz sowie die technische Hilfeleistung verantwortlich.
- Der Bergwerks- und Geschichtsverein Wildemann bietet Führungen durch den 19-Lachter-Stollen.
- Der Berghornistencorps von 1848 ist eine örtliche Blaskapelle.

## Wirtschaft und Infrastruktur

### Tourismus
Wildemann ist, wie viele Orte im Harz, auf den Tourismus als Haupterwerbszweig angewiesen. In Wildemann finden sich hauptsächlich Pensionen und Ferienhäuser sowie ein begrenztes Angebot an Einzelhandelsgeschäften. 2019 konnte Wildemann etwa 12.000 Gäste mit insgesamt 46.000 Übernachtungen in rund 650 Betten vorweisen.

### Medien
Aufgrund seiner Lage in einem engen Tal war der Fernsehempfang in Wildemann lange Zeit sehr schwierig. In den 1970er Jahren gab es mehrere Fernsehumsetzer auf den umseitigen Anhöhen. Wildemann gehörte zu den ersten Orten in Deutschland, die bereits Anfang der 1980er Jahre vom Kabelfernsehen erschlossen worden sind. Bis 2013 befand sich in Wildemann mit dem Sender Wildemann einer der wenigen DVB-T-Umsetzer in Deutschland. Er war mit einer Leistung von 5 Watt der schwächste deutsche DVB-T-Sender.

### Bildung
In Wildemann befand sich eine Grundschule, die Zwergschule wurde zu den Sommerferien 2021 aufgrund von Lehrer- und Schülermangel geschlossen.
Seit 2024 wird die Schule als Grundschule in freier Trägerschaft unter dem Namen "freie Schule Oberharz" betrieben.

### Verkehr
Über die Landstraße 515 hat Wildemann Anschluss an die Bundesstraße 242. Wildemann ist mit Bussen des ÖPNV zu erreichen (Linie 831 des RBB).
Bis 1976 hielten Züge der Innerstetalbahn am Bahnhof Wildemann. Ein Jahr darauf wurde sie eingestellt und abgebaut.

## Persönlichkeiten
Söhne und Töchter des Ortes
- Anna Müller († 1661), Opfer der Hexenverfolgung
- August Pabst (1823–1907), Oberregierungsrat
- Helmut Kleinicke (1907–1979), Bauingenieur und Judenretter
- Gerda von Schütz (1893–1982), Politikerin
- Stefan Mertesacker[37] (* 1951), Fußballtrainer